# Фань Сюэянь, Пётр Иосиф
Пётр Иосиф Фань Сюэянь (нем. 范学淹, 29 декабря 1907 год,  Китай — 1992 год, Китай) — католический епископ, ординарий епархии Баодина.

## Биография
Обучался в духовной семинарии в Италии и был рукоположён 22 декабря 1934 года в священника в Риме. Вернувшись в Китай, он работал в различных католических приходах епархии Баодина. 12 апреля 1952 года Святой Престол назначил его епископом епархии Баодина. Рукоположение в епископа состоялось 24 июня 1951 года.
В 1957 году китайское правительство организовало Католическую Патриотическую Ассоциацию с целью контролировать Католическую церковь в Китае. Чтобы легально работать в Китае, католические священнослужители должны были отречься от Ватикана и вступить в эту организацию. Пётр Иосиф Фань Сюэянь отказался вступить в Китайскую Патриотическую Ассоциацию, за что стал подвергаться гонениям со стороны китайских властей. Он остался верным Ватикану и продолжил свою пастырскую деятельность в подпольных условиях.
В 1958 году он был арестован и отправлен в трудовой исправительный лагерь. В 1969 году он был выпущен на свободу. Пётр Иосиф Фань Сюэянь находился под постоянным наблюдением и был вновь арестован в 1978 году за незаконную религиозную деятельность. В 1979 году его выпустили из-за заключения и снова арестовали в 1982 году по обвинению в государственной измене. В 1987 году он был выпущен из-за заключения и помещён под домашний арест. В ноябре 1990 года Пётр Иосиф Фань Сюэянь пропал без вести.
16 апреля 1992 года замороженное тело Петра Иосифа Фань Сюэяня с многочисленными переломами костей и свидетельствами пыток было передано его родственников. Представители китайского правительства заявили, что он умер 13 апреля 1992 года от пневмонии и распорядилось, чтобы его похороны проходили в тихой обстановке. Несмотря на приказ китайских властей, на похороны Петра Иосифа Фань Сюэяня пришло около тридцати тысяч человек.
В настоящее время в епархии Баодина ведётся процесс о причислении Петра Иосифа Фань Сюэяня к лику блаженных.